# 中华人民共和国残疾人证
中华人民共和国残疾人证（官方简称残疾人证，民间常简称残疾证）是中国残疾人联合会签发的用于证明中国大陆户籍居民的残疾类别和等级的证件，其作用是确认残疾人身份，维护残疾人合法权益和规范残疾人管理。现行管理发放依据是在2017年公佈、2018年起實施的《中华人民共和国残疾人证管理办法》。

## 歷代殘疾人證

### 第一代残疾人证
第一代残疾人证于1995年开始颁发，主要由各市、县辖区的残疾人联合会负责审核和制发。由于缺乏明确的残疾分类和标准、印刷混乱，第一代残疾人证很难再满足残疾人自身的需要，于2009年12月31日废止。

### 第二代残疾人证
残疾人证制作和颁发由中国残疾人联合会统一制作，不再准许各地方独自印刷，并且第二代残疾人证将和第二代居民身份证进行联网，办证手段从手写升级到电脑打印，只有拥有第二代居民身份证的公民才能办理残疾人证。第二代残疾人证于2009年开始颁发。其中视力残疾人证为红色封面，其他类别的残疾人证为绿色封面。2009年，中国残联依托第二代残疾人证换发工作，创建了全国残疾人人口基础数据库，这为残疾人证网上查询提供了基础。

### 第三代残疾人证
在2014年12月3日国际残疾人日到来前夕，中国残联在北京市启动了智能化残疾人证（第三代残疾人证）的第一批发放试点工作。残疾人证智能化是“十三五”期间的重大基础性工程。智能化残疾人证仍由中国残联统一制发，是集合了身份识别、社会服务、业务管理、金融应用等功能的智能芯片卡。残疾人持该卡不仅可享受政府提供的辅具配发、就业培训、公共文化设施使用等服务，还可以免费乘坐公交、参观公园，享受各种福利补贴。

## 內容

### 残疾类别
残疾类别如下：
- 视力残疾（类别码1）
- 听力残疾（类别码2）
- 言语残疾（类别码3）
- 肢体残疾（类别码4）
- 智力残疾（类别码5）
- 精神残疾（类别码6）
- 多重残疾（类别码7），指同时具有两种及两种以上类别的残疾

### 残疾等级
根据《中国残疾人实用评定标准》和《第二次全国残疾人抽样调查残疾标准》的规定，六大类残疾（视力、听力、言语、智力、肢体、精神）分级都为一至四级（一级最高，四级最低），多重残疾按分类残疾最高等级分级。

### 残疾证号
第二代残疾人证号由公民身份号码+1位残疾类别代码+1位残疾等级代码组成，所有数据由基层办证人员录入残疾人人口基础数据库，实现全国联网。如残疾证遗失，补办证的残疾证将在20位编号后加印“B”，第二次遗失补办则加印“B2”，以此类推。
20位数字组合的方式是：
| 1            | 1            | 0            | 1            | 0            | 2            | Y            | Y            | Y            | Y            | M            | M            | D            | D            | 8            | 8            | 8            | X            | 1      | 3      |
| 公民身份号码 | 公民身份号码 | 公民身份号码 | 公民身份号码 | 公民身份号码 | 公民身份号码 | 公民身份号码 | 公民身份号码 | 公民身份号码 | 公民身份号码 | 公民身份号码 | 公民身份号码 | 公民身份号码 | 公民身份号码 | 公民身份号码 | 公民身份号码 | 公民身份号码 | 公民身份号码 | 类别码 | 等级码 |

## 办证流程
残疾人证实行市、县残联两级管理发放制度，凡符合《中国残疾人实用评定标准》的申请人可携带申请人的居民身份证、户口簿、残疾鉴定证明（可在当地残联指定医院进行鉴定，明显的残疾可以不用）到户口所在地残联办理，一般情况本人需到场，重度残疾人可由监护人代为办理，办证周期视当地工作效率而定。办理残疾人证不收取工本费，但是指定机构评定残疾类别、等级的费用以及照片等费用，原则上由申请人个人自理；有条件的地方可由当地财政予以补贴，对特殊困难的申请人应协调有关部门予以减免。